# پگاه فارس
پگاه فارس
شرکت شیر پاستوریزهٔ پگاه فارس یکی از شرکت‌های بزرگ تحت پوشش شرکت صنایع شیر ایران است. ظرفیت تولید این کارخانه روزانه ۴۵۰ تن محصول است. این شرکت تولید کنندهٔ فراورده‌های شیر، پاستوریزه، استریلیزه و طعم دار، انواع ماست و دوغ با طعم‌های متفاوت، پنیر ایرانی لیوانی و پاکتی، کرهٔ قلبی، کشک پاستوریزه، خامه استریل و … است.

## تاریخ
این شرکت در سال ۱۳۴۲ با نام کارخانهٔ شیر پاستوریزهٔ شیراز با ظرفیت ۱۵ تن شیر روزانه و در سال ۱۳۴۶ به بهره‌برداری رسید. این کارخانه در سال ۱۳۵۹ با کارخانهٔ شیر زرقان که در سال ۱۳۵۳ هجری شمسی تأسیس شده بود ادغام شد و تحت عنوان شیر منطقه‌ای فارس شروع به فعالیت کرد.

## وسعت
مساحت این کارخانه ۱۴ هکتار می‌باشد و در ۳۲ کیلومتری شمال شیراز فعالیت می‌کند و با ظرفیت اولیهٔ ۱۵۰ تن، یکی از کارخانه‌های بزرگ تحت پوشش شرکت صنایع شیر ایران محسوب می‌شود و حداکثر ظرفیت ۴۵۰ تن را دارا می‌باشد.

## محصولات
- انواع شیر
- انواع ماست
- انواع دوغ
- انواع پنیر
- انواع کشک
- انواع خامه ی
- انواع فراورده‌های پودری